# Il bolide d'argento
Il bolide d'argento (Der große Preis) è un film del 1944 diretto da Karl Anton.

## Trama
Uno spericolato pilota intende partecipare a un gran premio con una macchina specialissima. La sua amata non vorrebbe, ma la passione per la corsa è tanta. Comunque tutto finisce per il meglio.

## Produzione
Il film fu prodotto dalla Tobis-Filmkunst GmbH (Berlin) (Herstellungsgruppe Anton Wuellner). Venne girato dal 15 giugno all'agosto 1943 sulle principali strade del Reich.

## Distribuzione
Distribuito dalla Deutsche Filmvertriebs (DFV), uscì nelle sale cinematografiche tedesche il 19 maggio 1944 con un visto di censura rilasciato il 4 aprile 1944 che permetteva la visione del film anche ai minori.